# Panathīnaïkos Athlītikos Omilos 2008-2009 (pallacanestro maschile)
Questa voce raccoglie le informazioni riguardanti il Panathīnaïkos B.C. nelle competizioni ufficiali della stagione 2008-2009.

## Stagione
La stagione 2008-2009 del Panathīnaïkos è la 58ª nel massimo campionato greco di pallacanestro, l'A1 Ethniki.

## Roster
Aggiornato al 18 luglio 2020.
| Panathīnaïkos 2008-09 | Panathīnaïkos 2008-09 |
| Giocatori             | Staff tecnico         |
| --------------------- | --------------------- |

| N. | Naz.                                  | Ruolo | Nome                    | Anno | Alt.   | Peso   |  |
| -- | ------------------------------------- | ----- | ----------------------- | ---- | ------ | ------ |  |
| 4  | Grecia (bandiera)                     | AP    | Fragkiskos Alvertīs (C) | 1974 | 206 cm | 102 kg |  |
| 5  | Serbia (bandiera)                     | G     | Dušan Kecman            | 1977 | 198 cm | 78 kg  |  |
| 6  | Grecia (bandiera)                     | PG    | Vasilīs Spanoulīs       | 1982 | 193 cm | 90 kg  |  |
| 7  | Grecia (bandiera)                     | AP    | Stratos Perperoglou     | 1984 | 203 cm | 104 kg |  |
| 8  | Stati Uniti (bandiera)                | AG    | Mike Batiste            | 1977 | 204 cm | 110 kg |  |
| 9  | Grecia (bandiera)                     | AG    | Antōnīs Fōtsīs          | 1981 | 209 cm | 110 kg |  |
| 10 | Grecia (bandiera)                     | G     | Nikos Chatzīvrettas     | 1977 | 197 cm | 95 kg  |  |
| 11 | Stati Uniti (bandiera)                | G     | Drew Nicholas           | 1981 | 191 cm | 80 kg  |  |
| 12 | Grecia (bandiera)                     | AC    | Kōstas Tsartsarīs       | 1979 | 209 cm | 116 kg |  |
| 13 | Grecia (bandiera)                     | P     | Dīmītrīs Diamantidīs    | 1980 | 196 cm | 100 kg |  |
| 14 | Serbia (bandiera)                     | C     | Nikola Peković          | 1986 | 211 cm | 122 kg |  |
| 15 | Serbia (bandiera) · Grecia (bandiera) | AG    | Dušan Šakota            | 1986 | 210 cm | 104 kg |  |
| 16 | Georgia (bandiera)                    | C     | Giorgi Shermadini       | 1989 | 217 cm | 120 kg |  |
| 17 | Grecia (bandiera)                     | PG    | Dīmītrīs Verginīs       | 1987 | 194 cm | 93 kg  |  |
| 19 | Lituania (bandiera)                   | P     | Šarūnas Jasikevičius    | 1976 | 193 cm | 92 kg  |  |

| Allenatore                                                                                         |
| - Željko Obradović                                                                                 |
| Assistente/i                                                                                       |
| - Dīmītrīs Itoudīs - Andreas Pistiolīs Legenda - (C) Capitano - (IN) Inattivo - Infortunato Roster |

## Mercato

### Sessione estiva
| Acquisti | Acquisti          | Acquisti        | Acquisti      | Acquisti |
| R.       | Nome              | da              | Modalità      |          |
| -------- | ----------------- | --------------- | ------------- | -------- |
| G        | Dušan Kecman      | Partizan        | definitivo    |          |
| AG       | Antōnīs Fōtsīs    | Dinamo Mosca    | definitivo    |          |
| C        | Nikola Peković    | Partizan        | definitivo    |          |
| G        | Drew Nicholas     | Efes Pilsen     | definitivo    |          |
| AG       | Dušan Šakota      | Paniōnios       | fine prestito |          |
| C        | Giorgi Shermadini | Maccabi Tbilisi | definitivo    |          |
| PG       | Dīmītrīs Verginīs | PAOK Salonicco  | definitivo    |          |

| Cessioni | Cessioni        | Cessioni        | Cessioni       | Cessioni |
| R.       | Nome            | a               | Modalità       |          |
| -------- | --------------- | --------------- | -------------- | -------- |
| C        | Dejan Tomašević | PAOK Salonicco  | fine contratto |          |
| C        | Andrija Žižić   | Galatasaray     | fine contratto |          |
| AC       | Dīmos Ntikoudīs | Valencia        | fine contratto |          |
| AP       | Kennedy Winston | Türk Telekom    | fine contratto |          |
| G        | Sani Bečirovič  | Virtus Roma     | fine contratto |          |
| P        | Arīs Tatarounīs | Panelefsiniakos | fine contratto |          |
| C        | Nikola Prkačin  | Cibona Zagabria | fine contratto |          |